# Паймого
Паймого (на испански: Paymogo) е населено място и община в Испания. Намира се в провинция Уелва, в състава на автономната област Андалусия. Общината влиза в състава на района (комарка) Андевало. Заема площ от 214 km². Населението му е 1306 души (по преброяване от 2010 г.). Разстоянието до административния център на провинцията е 81 km.

## Демография
| 1996 | 1998 | 1999 | 2000 | 2001 | 2002 | 2003 | 2004 | 2005 | 2006 |
| ---- | ---- | ---- | ---- | ---- | ---- | ---- | ---- | ---- | ---- |
| 1294 | 1247 | 1235 | 1269 | 1289 | 1290 | 1262 | 1293 | 1290 |      |